# دالي فورد (لاعب اتحاد الرغبي)
دالي فورد (بالإنجليزية: Dale Ford)‏ هو لاعب اتحاد الرغبي بريطاني، ولد في 16 ديسمبر 1991 في سوانزي في المملكة المتحدة.